# Баттеруорт, Джон-Генри
Джон-Генри Баттеруорт (англ. John-Henry Butterworth; род. ноябрь 1976, Лондон) — британский сценарист, который написал несколько сценариев вместе со своим братом Джезом Баттеруортом. В 2011 году братья выиграли премию Пола Сельвина от Гильдии сценаристов США за сценарий к фильму 2010 года «Игра без правил».

## Фильмография

### Сценарист полнометражных фильмов
| Год  | Название                      | Режиссёр        | Примечания                    |
| ---- | ----------------------------- | --------------- | ----------------------------- |
| 2010 | Игра без правил               | Даг Лайман      |                               |
| 2014 | Грань будущего                | Даг Лайман      |                               |
| 2014 | Джеймс Браун: Путь наверх     | Тейт Тейлор     | Также исполнительный продюсер |
| 2015 | Несмотря на ночь              | Филипп Грандье  |                               |
| 2019 | Ford против Ferrari           | Джеймс Мэнгольд |                               |
| 2021 | Фальшивомонетчик              | Шон Пенн        |                               |
| 2023 | Индиана Джонс и Колесо судьбы | Джеймс Мэнгольд |                               |
| TBA  | Кровь течёт по углю           | TBA             |                               |

Также был не указанным в титрах скрипт-доктором фильма Мистер и миссис Смит (2005).

### Телесериалы
| Год(ы)    | Название                       | Сценарист | Исполнительный продюсер | Создатель   | Примечания                                                                 |
| --------- | ------------------------------ | --------- | ----------------------- | ----------- | -------------------------------------------------------------------------- |
| 2021      | Девять совсем незнакомых людей | Да        | Да                      | Разработчик | Разработчик и исполнительный продюсер 8-ми эпизодов Сценарист 3-х эпизодов |
| 2024-н.в. | Агентство                      | Да        | Да                      | Да          | 10 эпизодов                                                                |
| TBA       | Магический круг                | Да        |                         |             |                                                                            |